# Тимченки (Лозівський район)
Тимченки́ —  село в Україні, у Лозівському районі Харківської області. Населення становить 54 осіб. Входить до складу Біляївської селищної громади.

## Географія
Село Тимченки знаходиться за 6 км від річки Оріль. Селом протікає пересихаючий струмок Плисова з загатою.

## Історія
- 1854 - дата заснування.
- 12 червня 2020 року, відповідно до Розпорядження Кабінету Міністрів України  № 725-р «Про визначення адміністративних центрів та затвердження територій територіальних громад Харківської області», увійшло до складу Біляївської селищної громади[1].
- 19 липня 2020 року, в результаті адміністративно - територіальної реформи та ліквідації Первомайського району, село увійшло до складу Лозівського району Харківської області[2].